# U-1230
U-1230 – niemiecki okręt podwodny typu IX C/40 z okresu II wojny światowej. Okręt wszedł do służby w 1944 roku. Jedynym dowódcą był Kptlt. Hans Hilbig.

## Historia
Wcielony do 31. Flotylli U-Bootów celem treningu i zgrania załogi. Od sierpnia 1943 roku w 10., a od października 1944 roku w 33. Flotylli jako jednostka bojowa.
W październiku 1944 roku wyruszył z Horten (Norwegia) na swój jedyny patrol bojowy. Jego celem było dostarczenie na terytorium USA dwóch agentów wywiadu. 29 listopada 1944 roku wysadził ich w zatoce Maine, szybko jednak zostali ujęci. Podczas rejsu powrotnego zatopił kanadyjski frachtowiec „Cornwallis” (5 458 BRT).
U-1230 skapitulował 5 maja 1945 roku na wyspie Helgoland (Niemcy), 24 czerwca 1945 roku przebazowano go z Wilhelmshaven do Loch Ryan (Szkocja). Został zatopiony 17 grudnia 1945 roku podczas operacji Deadlight ogniem artyleryjskim fregaty HMS „Cubbit”.